# Tyler James
Tyler James (născut în Barnsley, South Yorkshire) este un cântăreț englez de muzică pop/R&B care a debutat în anul 2001. El este recunoscut pentru albumul său de debut intitulat The Unlikely Lad (2005), dar și pentru prietenia lui avută cu renumita cântăreață britanică Amy Winehouse la începutul anilor 2000.